# Вудрафф (Вісконсин)
Вудрафф (англ. Woodruff) — місто (англ. town) в США, в окрузі Онейда штату Вісконсин. Населення — 2044 особи (2020).

## Демографія
Згідно з переписом 2010 року, у місті мешкало 2055 осіб у 948 домогосподарствах у складі 563 родин. Було 1603 помешкання
Расовий склад населення:
| - 94,6 % — білих - 1,9 % — корінних американців - 0,4 % — азіатів - 0,1 % — чорних або афроамериканців |

До двох чи більше рас належало 2,0 %. Частка іспаномовних становила 2,5 % від усіх жителів.
За віковим діапазоном населення розподілялося таким чином: 17,0 % — особи молодші 18 років, 54,5 % — особи у віці 18—64 років, 28,5 % — особи у віці 65 років та старші. Медіана віку мешканця становила 50,3 року. На 100 осіб жіночої статі у місті припадало 90,3 чоловіків;  на 100 жінок у віці від 18 років та старших — 84,6 чоловіків також старших 18 років.
Середній дохід на одне домашнє господарство  становив 64 741 долар США (медіана — 41 733), а середній дохід на одну сім'ю — 76 242 долари (медіана — 59 141). Медіана доходів становила 40 179 доларів для чоловіків та 28 750 доларів для жінок. За межею бідності перебувало 6,4 % осіб, у тому числі 0,0 % дітей у віці до 18 років та 11,3 % осіб у віці 65 років та старших.
Цивільне працевлаштоване населення становило 806 осіб. Основні галузі зайнятості: освіта, охорона здоров'я та соціальна допомога — 21,8 %, роздрібна торгівля — 12,8 %, мистецтво, розваги та відпочинок — 12,0 %.